# Trophonopsis scitulus
Trophonopsis scitulus är en snäckart som först beskrevs av Dall 1891.  Trophonopsis scitulus ingår i släktet Trophonopsis och familjen purpursnäckor. Inga underarter finns listade i Catalogue of Life.